# Musica rock portoghese
La musica rock portoghese si riferisce alla musica rock prodotta in Portogallo, oppure da band e artisti portoghesi. Pur essendosi sviluppata in gran parte dopo la rivoluzione dei Garofani, la musica rock portoghese nacque negli anni '60 con una scena rock and roll, surf rock, beat e garage rock.
Negli anni '70 la scena rock portoghese evolse verso le sonorità più complesse del rock psichedelico e del rock progressivo con gruppi come Quarteto 1111 o Green Windows (entrambi guidati da José Cid), Filarmónica Fraud, Banda do Casaco, Petrus Castrus. Per tutto questo periodo il rock portoghese rimase in uno stato di semi-clandestinità, subendo spesso la censura della dittatura salazarista.
Con la fine del regime avvenuto nel 1974 la musica rock portoghese si espanse sempre più, rimanendo però un fenomeno marginale. Fu solo nel 1980, con il successo della canzone Chico Fininho dall'album Ar de Rock di Rui Veloso, che il rock raggiunse il grande pubblico, tanto da portare al suo autore il soprannome di "padre del rock portoghese".

## Storia

### L'introduzione e le origini del rock and roll in Portogallo

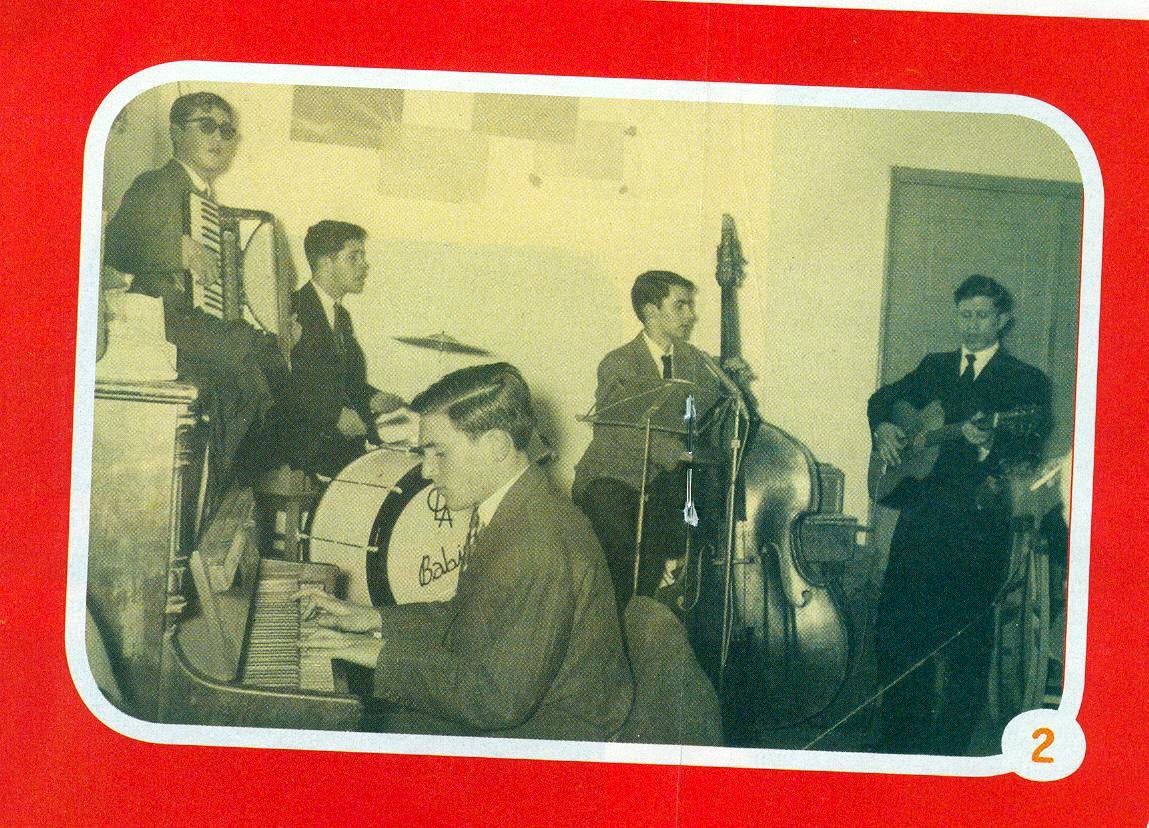
José Cid e os Babies nei primi anni '60

Tra le prime esperienze di rock and roll in Portogallo viene spesso menzionato Walter Behrend, che nel 1955 formò un gruppo rock con chitarra elettrica in una cantina di Porto usata come centro di ritrovo di giovani studenti locali. Nacquero così i Walter Behrend e o seu conjunto. Nel 1956, José Cid creò il suo primo gruppo chiamato The Babies, principalmente facendo cover di Chuck Berry e Fats Domino. I principali pionieri del rock nazionale furono comunque Victor Gomes e Joaquim Costa.
Joaquim Costa, soprannominato l' "Elvis di Campolide" (quartiere nord di Lisbona), è l'autore del primo disco rock portoghese, pubblicato nel 1959 in edizione limitata di due copie. È noto per le sue esibizioni teatrali di rara intensità. Victor Gomes era invece il leader carismatico dei Gatos Negros che, dal 1963 al 1965, cantando il rock americano in lingua portoghese, riuscendo a riunire clandestinamente delle folle a Lisbona, in un momento in cui la dittatura di António de Oliveira Salazar vietava qualsiasi incontro di più di cinque persone.

### La musica beat/garage rock nel post British invasion
Anche se Lo sviluppo della scena rock è stato limitato nella sua portata commerciale e creativa dall'isolamento del paese imposto dalla dittatura, negli anni '60 anche il Portogallo risentì degli influssi della British invasion: il rock portoghese si sviluppò con molti gruppi che imitavano the Rolling Stones, the Shadows o the Beatles, spesso suonando cover di brani beat inglesi o garage americani. Tra queste band vi erano nomi come Conjunto João Paulo, Quinteto Académico, Os Celtas, Os Diamantes Negros de Sintra, Gattos Negros de Victor Gomes e molti altri.
I Chinchilas, Sheiks, Quarteto 1111 ed Objectiveivo erano della scena di Lisbona, mentre i Pop Five Music Incorporated erano di Matosinhos vicino a Porto, e furono tra i pochi a registrare successi come "Orange", "Stand by"" e il singolo "Page One" usciti anche in Brasile, Australia, Paesi Bassi, Francia e Germania andando persino a Londra per registrare al Pye Studios. Paul McCartney, che dal 1967 frequenta regolarmente le spiagge chic dell'Algarve, lancia addirittura un gruppo locale, Jotta Herre, scrivendo per loro la canzone Penina nel 1968. Alcune delle band di questo periodo ebbero poi un ruolo fondamentale nell'evoluzione di un rock progressivo nazionale.

### Folk rock, Blues rock, Rock psichedelico e progressivo

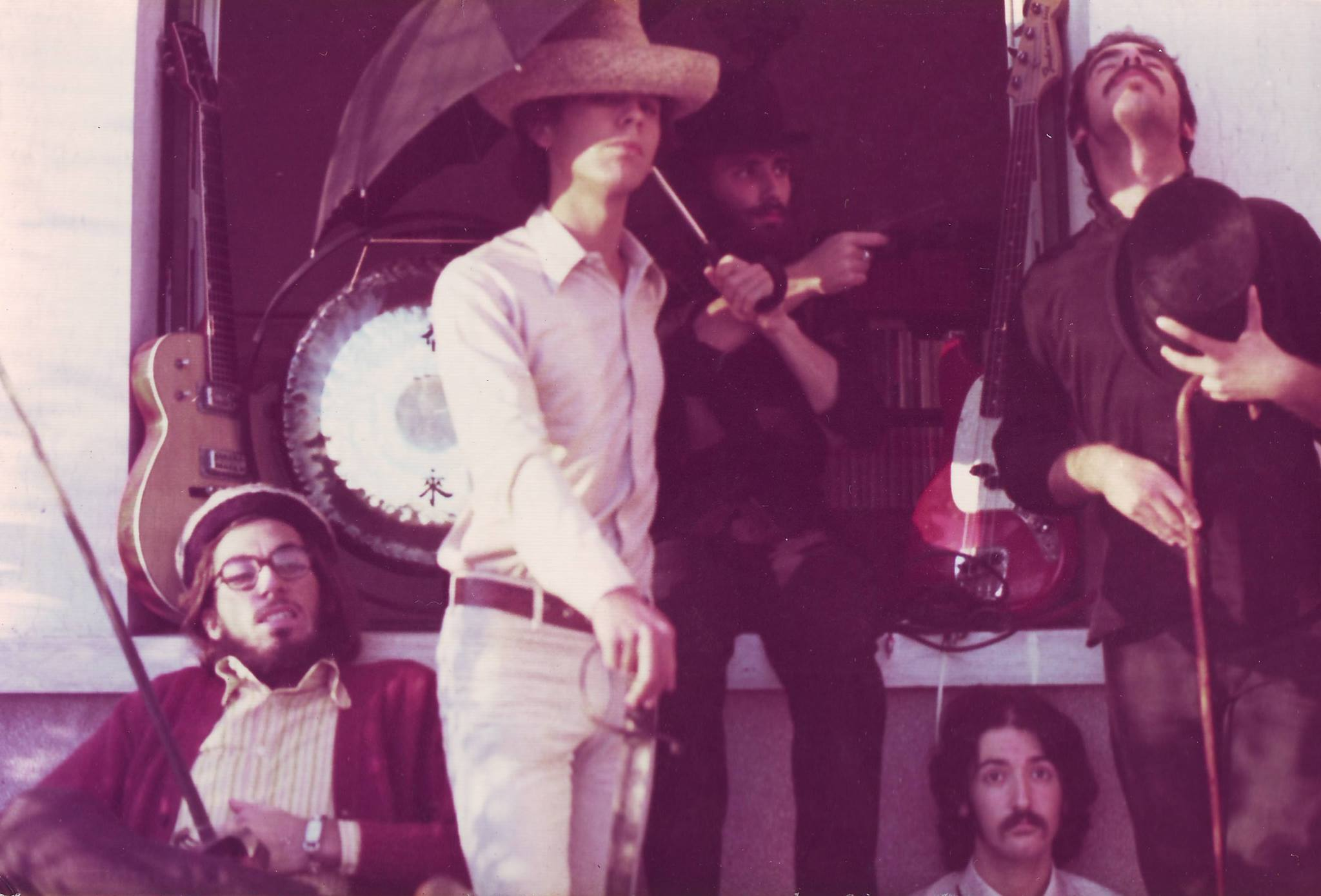
Petrus Castrus nel 1971

Se negli anni precedenti era andata formandosi una canzone di protesta spesso legata al revival della musica folklorica portoghese, sul finire dei '60 andarono sviluppandosi anche sonorità folk suonate con strumenti elettrificati e fortemente influenzati dal rock psichedelico: È questo il caso dei Quarteto 1111 che dal 1967 pubblicano il loro primo singolo intitolato A Lenda De El-Rei D. Sebastião (Columbia) e poi nel 1968 Balada Para D. Inês (Columbia) e Meu Irmão (Columbia), e poi dei Filarmónica Fraude che nel 1969 realizzarono il loro album d'esordio intitolato Epopeia (Philips). Entrambe le band vedranno vedranno però i loro primi lavori censurati dalla dittatura.
Durante gli anni '70, e in particolare dopo l'istituzione della democrazia dopo la Rivoluzione dei Garofani del 1974, il Portogallo divenne la patria di un'attiva scena di rock progressivo. Tra le prime pubblicazioni di questo ambito vanno ricordati i Quarteto 1111, già attivi precedentemente come gruppi di folk psichedelico, rilasciarono il loro album omonimo tra prog e psichedelia uscito per la EMI nel 1970.  E poi il gruppo dei fratelli Castro, i Petrus Castrus che realizzavano già nel 1971 il loro primo 7" intitolato Marasmo (Decca).
Nonostante le pesanti limitazioni imposte dal regime salazarista, l'8 agosto 1971 si svolse il Festival de Vilar de Mouros (nel nord-ovest del Portogallo, al confine con la Galizia) il cui programma comprendeva Quarteto 1111, Elton John, Manfred Mann, tra altri. Paragonato dalla stampa a una "Woodstock portoghese", l'evento ha riunito 30.000 hippy provenienti da tutta Europa.

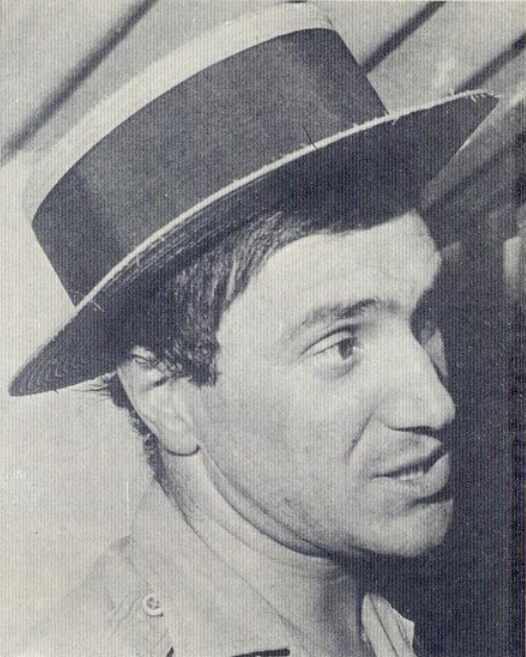
José Cid nel 1977

Nel 1973 Quarteto 1111 diventa Green Windows e ottiene un po' di fama internazionale. Nello stesso anno, i Petrus Castrus poi il loro album Mestre (Guilda Da Música) nel 1973), molto influenzato da Pink Floyd ed Emerson, Lake and Palmer, considerato uno dei migliori album di rock progressivo portoghese, ma ritirato dalla vendita dalla censura per tre mesi. Con il colpo di stato del 25 aprile 1974, la maggior parte dei gruppi rock degli anni '60 scompare. Nello stesso António Pinho formò il gruppo prog-folk Banda do Casaco sulle rovine della Filarmónica Fraud, mescolando musica tradizionale portoghese e rock progressivo con testi sarcastici e surreali. In seguito ne apparvero altri di grande qualità, come Arte e Ofício, Xarhanga, Perspectiva e Tantra.
Nel 1978, José Cid pubblicò l'album 10.000 anos depois entre Vénus e Marte ("10.000 anni dopo tra Venere e Marte"), una sorta di opera rock psichedelica, riconosciuta come uno dei 100 migliori album di rock progressivo dalla rivista americana Billboard. Il disco è un concept album di fantascienza e narra di un uomo e una donna che tornano sulla Terra per ripopolarla 10.000 anni dopo l'autodistruzione dell'umanità, compiendo un viaggio nello space rock sinfonico dominato da Mellotron, sintetizzatori di archi e strumenti elettronici supportati da chitarre, basso e batteria. Questo album fu anche il canto del cigno portoghese di questo genere musicale, perché, come nel resto d'Europa, l'ondata punk rock e del post-punk associata alla fine del processo rivoluzionario e alla riconquistata libertà permetterà a un'intera generazione di esprimersi e di suonare la chitarra.
Nel 1980 Rui Veloso, fan di B.B. King ed Eric Clapton, ottenne il fenomenale successo pop intitolato Chico fininho, tratto dal suo primo album Ar de Rock (un gioco di parole su "hard rock", che potrebbe essere tradotto come "un'aria di rock"), che lo consacrò come "padre del rock portoghese". Ma fu alla fine degli anni '70 che apparve una nuova ondata di gruppi rock, influenzati dal punk e dal post-punk, e poi negli anni '80 dall'hard rock.

### Hard & Heavy
Se le sonorità hard & heavy avevano un'antecedente in Portogallo già con il gruppo Heavy prog Xarhanga, autore dei due singoli Great Goat / Smashing Life (In A City) (Zip Zip, 1973) e Acid Nightmare / Wish Me Luck (Zip Zip, 1973), queste sonorità trovarono una continuità sul finire degli anni '70 con band come i Roxigénio che confezionarono l'album omonimo per la GAF nel 1980.
Un pubblico più propriamente heavy metal iniziò a costruirsi tra le giovani generazioni sul finire degli anni '70 e le band proliferarono, specialmente nel nord del paese. Pochi arrivarono in studio e quelli che lo fecero pubblicarono per lo più singoli a basso budget. Nel 1981 gli Xeque-Mate pubblicarono il loro primo omonimo 7", per arrivare al primo album solo nel 1985 con Em Nome Do Pai, Do Filho E Do Rock 'n' Roll  (Horizonte). I Ferro & Fogo rilasciarono il singolo Super Homem (Metro-Som) nel 1981 per arrivare all'album l'anno seguente con Vidas (Metro-Som), mentre sempre del 1981 erano l'unico singolo dei PizoLizo intitolato Bomba Nuclear Não! / Sangue No Meu Mundo (Edisom) e poi quello degli Antigo Testamento con Farto / Hiroshima (RCS). Tra i primi LP heavy metal c'era poi Forte e Feio (Vadeca) degli NZZN, ma la produzione di questi dischi era spesso scarsa e non ben accolta dalla critica. Bisognerà aspettare la fine degli anni '80 e l'ascesa di gruppi power metal come i Tarantula di Porto ed i Ramp di Seixal per avere band heavy metal portoghesi con discreti numeri di vendite..

### Punk, post-punk e new wave
Nel 1977, quando in tutto il mondo scoppiò il fenomeno punk rock, il Portogallo stava vivendo un periodo di rinnovamento e modernizzazione dovuto alla caduta del regime del dittatore Marcello Caetano. In questo contesto, tra le prime band che raccolsero l'innovazione della cultura punk vi furono gli Aqui d'El-Rock, attivi già nel 1977 ed autori del singolo Há Que Violentar O Sistema (Metro-Som, 1978) e poi Eu Não Sei / Dedicada (Metro-Som, 1979).
Molte delle band punk rock di questo primo periodo ebbero breve durata ed i loro membri aderirono presto a nuovi progetti post-punk e new wave, come nel caso degli Aqui d'El-Rock che divennero i Mau-Mau nel 1981, oppure degli As Faíscas che si trasformarono presto nella band Corpo Diplomático, autori dell'album post-punk Música Moderna (Da Nova, 1979) e poi nella band Herois do Mar più rivolti al synth-pop. Tra le band di questa prima ondata post-punk vanno menzionati i gruppi di più lunga durata come i Xutos & Pontapés con i singoli Sémen (Rotação, 1981) e Toca E Foge (Rotação, 1981) e poi il loro primo album che raccoglieva le registrazioni tra il 1978-1982 (Rotação, 1982), gli UHF con i primi singoli Jorge Morreu (Metro-Som, 1979) e Cavalos De Corrida (EMI, 1980) e l'album À Flor Da Pele (EMI, 1981), e poi i GNR con i loro primi singoli Portugal Na CEE (Valentim De Carvalho, 1981) e Sê Um GNR (Valentim De Carvalho, 1981). Altre band post-punk di rilievo, seppur di breve durata furono gli Street Kids di Nuno Canavarro con il loro singolo di debutto Let Me Do It (VDC, 1980) e poi con l'album Trauma (VDC, 1982). I Taxi, dai suoni più new wave erano invece già attivi dal 1976 ed arrivarono al primo singolo con Chiclete (Polydor, 1981) e poi all'album omonimo del 1981. António Variações fu invece autore di una versione del new romantic in salsa portoghese con il suo primo album Anjo Da Guarda (Valentim De Carvalho, 1983).

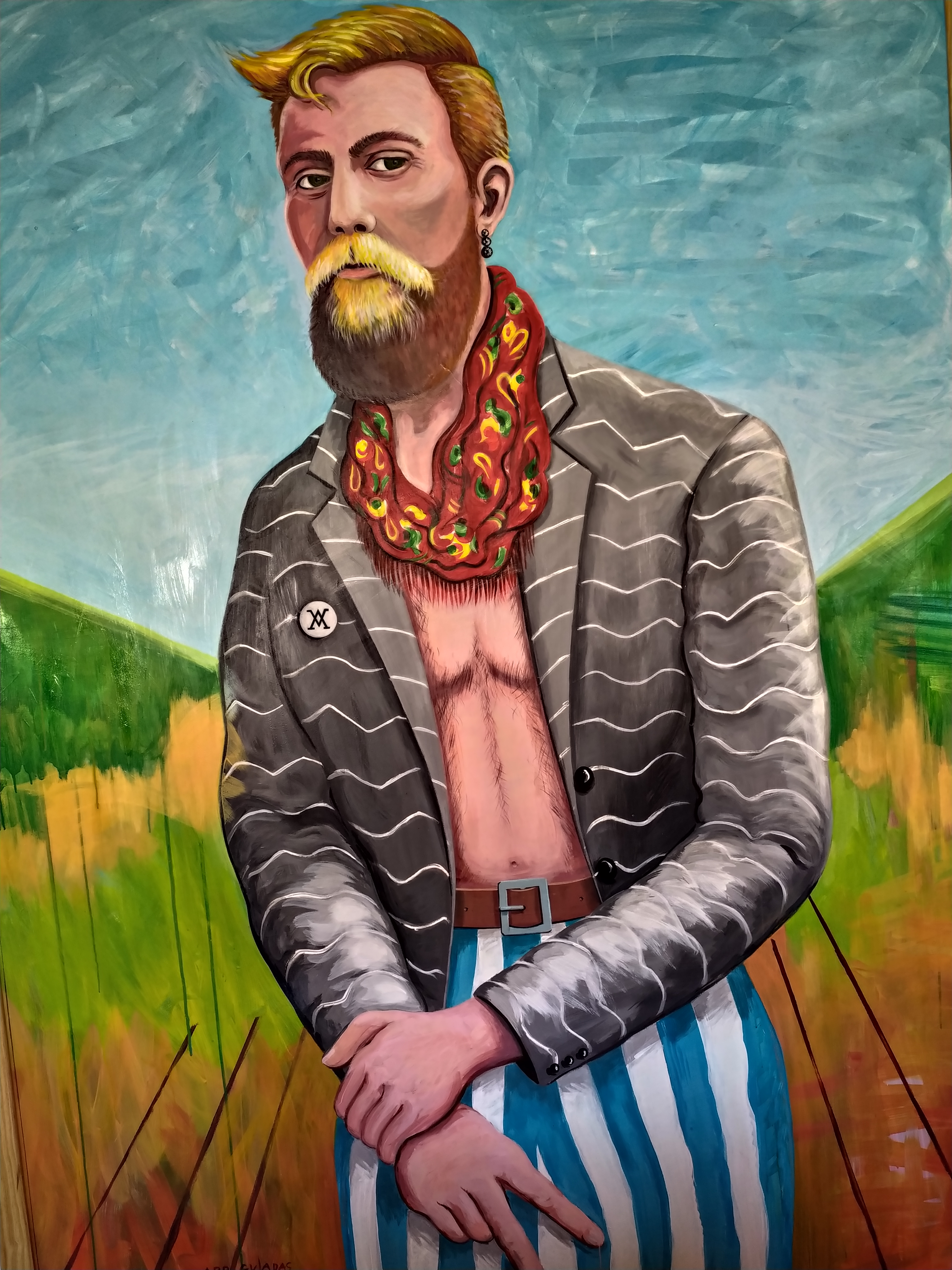
Ritratto di António Variações

Durante la metà degli anni '80, il synth-pop divenne ancora più diffuso nel rock portoghese, con il successo di Sétima Legião ed Heróis do Mar, fortemente influenzati da artisti come New Order, Depeche Mode e Gary Numan. Combinando suoni e ritmi sintetizzati con testi portoghesi che esaltano la storia del paese, hanno suscitato polemiche e sono stati accusati di essere reazionari politici e sostenitori dell'estinto regime dittatoriale. Altre band post-punk di questo periodo furono i Ban, i Rádio Macau, Ocaso Épico.
Il punk rock è rimasto per lo più un fenomeno underground, anche se durante questo decennio è cresciuto un circuito di locali ed eventi nelle principali città del paese. Le band punk rilevanti emerse durante questo periodo includono Censurados, Mata Ratos e Peste & Sida.
Importanti furono poi band come Mão Morta, Mler Ife Dada e Pop Dell'Arte che sul finire degli anni '80 implementarono il suono portoghese con nuovi influssi ispirati all'indie rock ed all'alternative rock internazionale.

### Pop rock
Se è vero che Rui Veloso aveva aperto le classifiche al rock già nel 1980 con il brano Chico fininho dall'album Ar de Rock, è anche vero che fu negli anni '90 che il Portogallo trovò una matura scena pop rock con band che aprirono anche al mercato internazionale. Gli anni '80 avevano infatti visto l'entrata in classifica di band pop rock/new wave come i Taxi, oppure la nascita di band come i Delfins che arrivarono al primo album intitolato Libertação (EMI) nel 1986, per diventare negli anni '90 una delle band più rappresentative del genere assieme ai Santos & Pecadores.
Sul finire degli anni '90, tra le band pop rock più importanti vanno menzionati gli Ornatos Violeta di Porto, che cantavano in portoghese ed arrivarono al primo album con Cão! (Polydor) nel 1997, e poi i Silence 4 di Leiria che cantavano in inglese ed arrivarono al primo album con Silence Becomes It (Polydor) nel 1998. Nonostante l'enorme successo nazionale, il plauso della critica (in particolare per gli Ornatos Violeta) e l'influenza duratura, entrambi i gruppi si sciolsero all'inizio del millennio.

### Tra indie rock e nuovo metal
Gli anni '90 sono stati un decennio molto creativo e attivo, con un'apertura alle nuove tendenze e una crescita del mercato musicale segnata dalla crescente popolarità dei festival musicali internazionali che hanno attirato nel paese importanti gruppi rock. Degna di nota è l'ascesa di nuove scene heavy metal, underground e alternative rock. Anche se alcuni dei generi rock caratteristici degli anni '90 come il grunge, l'industrial rock e il nu metal erano molto popolari tra i giovani portoghesi, poche band portoghesi hanno aderito completamente questi stili e nessuna ha ottenuto un grande successo. Le eccezioni includono Da Weasel (che ha incorporato elementi di nu metal nei loro album successivi), Blind Zero (band pop/rock che ha iniziato come gruppo grunge) e Bizarra Locomotiva (band industrial metal con un considerevole seguito di culto).
Altre band importanti degli anni '90 hanno ottenuto successi sia nazionali che internazionali e mettendo le basi per una proficua carriera nel 21º secolo, tra cui i Moonspell (una band gothic / heavy metal di Lisbona di fama internazionale), i Mão Morta (progetto rock alternativo e sperimentale con un considerevole seguito di culto), i Blasted Mechanism (una band teatrale a tema fantascientifico che mescola rock con elettronica, reggae e dub), gli Zen (gruppo rock alternativo), gli Ena Pá 2000 (un gruppo comico rock) e i Da Weasel (un gruppo rock/hip -banda hop fusion).